# Mineros de Cananea
Para el equipo de béisbol, véase Mineros de Cananea (béisbol).
Los Mineros de Cananea es un equipo que participó en el Circuito de Baloncesto de la Costa del Pacífico y que actualmente participa en el Circuito de Baloncesto del Pacífico, con sede en Cananea, Sonora, México.

## Historia
Fue fundado en 2005 y en su primera temporada se clasificaron para los playoffs disputando los cuartos de final de la zona norte donde fueron eliminados por el equipo de Fuerza Guinda de Nogales.
La temporada 2014 la franquicia se mudó a Caborca solo por una temporada, para volver a la duela del mineral cananense en la campaña 2015. Esta fue la última dentro de la liga CIBACOPA. El equipo dejó de existir durante 6 años para después renacer en la liga CIBAPAC.

### Temporada 2006

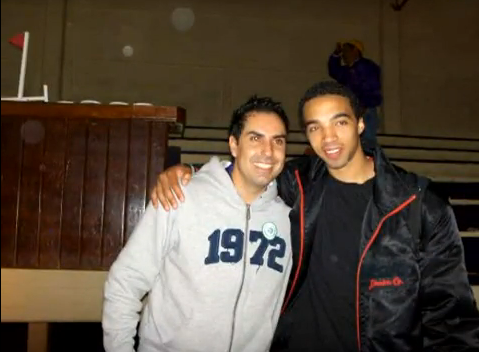
Davin White y Bollo Acuña durante la temporada 2006 del CIBACOPA.

En la temporada 2006 el equipo de mineros fue el más fuerte de la temporada regular al perder solo 6 de los 38 juegos que se disputaron, lamentablemente el equipo sufrió dos bajas, la de Scott Freymond, que en ese momento era pieza clave para los mineros, y la de Oscar Valenzuela quien era parte fundamental en los rebotes que conseguía el equipo. La serie final se perdió 4 a 3 contra los Frayles de Guasave en una final que quedará en la historia ya que después de un altercado que sufrió el jugador de Frayles Sam Bowie con aficionados de los mineros, se suspendió el séptimo partido que decidía quien iba a ser campeón esa temporada, campeonato que posteriormente se lo dieron a Guasave el por mal comportamiento de la afición de los mineros. 

### Temporada 2007
La temporada 2007 es recordada por muchos como la temporada más floja que ha tenido el equipo de mineros desde que participa en el CIBACOPA pues quedaron eliminados en la semifinal de la zona norte por el equipo Vaqueros de Agua Prieta por 4 victorias a 2.

### Temporada 2008
En el año 2008 igual que en la temporada 2007 el equipo "Mineros de Cananea" no logró ser campeón de CIBACOPA. Pero mostraron una buena actitud competitiva. 

### Campeonato 2009
Mineros de Cananea ganó el sexto juego de la serie final con un apretado marcador de 96 a 94-y con este triunfo se declaró campeón del CIBACOPA 2009.
El partido se disputó en el polideportivo Coloso que estaba lleno y en ningún momento dejó de apoyar a su equipo, Cananea hizo un partidazo y ganó.
Mineros de Cananea terminó la temporada como el mejor equipo visitante con 20 victorias y sólo 8 derrotas, como el mejor local 25 victorias y sólo 3 derrotas, y también como el segundo mejor equipo ofensivo y defensivo.

### Retorno al basquetbol profesional en CIBAPAC
A inicios de 2020, se anuncia el regreso de la franquicia después de 5 años al circuito profesional, ahora dentro de CIBAPAC para la temporada 2020.
En 2021 el equipo término subcampeón de región 3 en CIBAPAC, siendo superados por Potros de Casas Grandes.
En la temporada 2022 alcanzó por primera vez la final del campeonato, terminaron siendo subcampeones nacionales al ser vencidos por Leones de Guadalajara, 2-1 en la serie.
En 2023 el equipo llego a el bicampeonato de la region 3 contra su acérrimo rival Fuerza Guinda de Nogales sin embargo, en los playoffs nacionales fueron eliminados por los eventuales campeones Carrilleros de Chihuahua en cuartos de final.
La historia se volvería a repetir en el 2024 donde quedaría campeón de zona en 5 juegos contra Turiones de Caborca. Su rival en playoffs nacionales fue Frayles de Guasave, quien elimino al equipo de Cananea, eventualmente quedando campeón nacional de CIBAPAC

### Jugadores históricos
Los jugadores y el entrenador del equipo minero no se conformaron con el título porque además 4 jugadores y el entrenador fueron reconocidos:
- Derek Thomas fue el Jugador más valioso de la temporada regular del CIBACOPA.
- Lee Cook fue el Jugador más valioso de los playoffs, además se llevó el trofeo de Mayor Canastero de los Playoffs.
- Jorge Casillas fue considerado el novato del año.
- Miguel Alejandro Acuña, más conocido como el "boyo", fue reconocido por su gran trayectoria en el baloncesto local y nacional, se le entregó un reconocimiento por parte del patronato Minero.
- Andrés Contreras fue el mejor entrenador del CIBACOPA y bien merecido lo tenía ya que había levantado varias veces a los Mineros de una derrota segura.

Después de 5 años de espera la afición Minera disfrutó cuando su equipo Mineros de Cananea levantó el trofeo del Campeonato CIBACOPA 2009 del CIBACOPA.

## Jugadores

### Roster actual
| Mineros de Cananea CIBAPAC - PLANTILLA 2025 |                    |                |          |
| Nº                                          | JUGADOR            | PAÍS           | Posición |
| 22                                          | Daniel Valencia    | México         |          |
| -                                           | Ezra Swanson       | México         |          |
| -                                           | Franco Harris      | México         |          |
| -                                           | Luis Ramírez       | México         |          |
| -                                           | Antonio Cárdenas   | México         |          |
| -                                           | Daniel Valencia    | México         |          |
| -                                           | Emmanuel Omogbo    | Nigeria        |          |
| -                                           | Julián Verdugo     | México         |          |
| -                                           | Isaac Gutiérrez    | México         |          |
| -                                           | Jorge Salcedo      | México         |          |
| -                                           | Juan Carlos Amador | México         |          |
| -                                           | Jarvis Summers     | Estados Unidos |          |
| -                                           |                    |                |          |
| -                                           |                    |                |          |
| -                                           |                    |                |          |
| -                                           |                    |                |          |
| Entrenador: Jose Luis Valencia              |                    |                |          |
| Asistente: -                                |                    |                |          |
| Médico: -                                   |                    |                |          |

 Juvenil

### Jugadores destacados
- Miguel Acuña.
- Galen Robinson.
- Davin White.
- Scott Freymond.

### Roster Campeón 2009
| Mineros de Cananea - PLANTILLA 2009   |                |                |
| Nº                                    | JUGADOR        | PAÍS           |
| 4                                     | Miguel Acuña   | México         |
| 5                                     | Juan García    | México         |
| 6                                     | Franco Harris  | México         |
| 7                                     | Luis Ramírez   | México         |
| 8                                     | Jorge Casillas | México         |
| 9                                     | Jorge Mercado  | México         |
| 10                                    | Arturo Velasco | México         |
| 13                                    | Letheal Cook   | Estados Unidos |
| 14                                    | Derek Thomas   | Estados Unidos |
| 16                                    | Julián Verdugo | México         |
| 24                                    | Ezra Swanson   | México         |
| 28                                    | Gerardo Morón  | México         |
| Entrenador: Andrés Contreras Arellano |                |                |
| Asistente: José Luis Valencia         |                |                |
| Gerente General: Oscar Espitia        |                |                |
| Médico: Héctor Cázarez                |                |                |

 Juvenil